# Medalha do Mérito Indigenista
Medalha do Mérito Indigenista é uma condecoração instituída pela República Federativa do Brasil através do decreto Nº 71.258, de 13 de outubro de 1972. É conferida a "brasileiros ou estrangeiros que se distinguirem pela prestação de serviços relevantes, em caráter altruístico, relacionados com o bem-estar, a proteção e a defesa das comunidades silvícolas do País." 

## Agraciados
Entre os agraciados com a medalha estão Jair Bolsonaro, além do presidente, receberam a medalha os ministros do Gabinete de Segurança Institucional, general Augusto Heleno; da Secretaria-Geral da Presidência, general Luiz Eduardo Ramos; da Defesa, general Braga Netto; da Agricultura, Tereza Cristina; Da Mulher, Família e Direitos Humanos, Damares Alves; e da Infraestrutura, Tarcísio de Freitas, além do advogado-geral da União, Bruno Leal, indígenas, do presidente da Fundação Nacional do Índio (Funai), Marcelo Xavier, a antropóloga Carmem Junqueira, os políticos Carlos Abicalil e Romero Jucá, o sertanista Pedro Silva entre diversas outras personalidades.